# Frédérique Ankoné
Frédérique Ankoné (Oldenzaal, 7 december 1981) is een Nederlandse oud-langebaanschaatsster. Ze werd in 2000 en 2001 wereldkampioen bij de junioren.

## Biografie
De doorbraak van Ankoné bij de senioren bleef uit, doordat ze het plezier in het schaatsen kwijtraakte. Ze is een tijd met wedstrijdschaatsen gestopt, totdat in 2004 schaatstrainer Jac Orie haar overhaalde weer te beginnen. Ankoné wist zich te plaatsen voor de wereldbekerwedstrijden en op basis van deze prestaties kreeg ze contractverlenging tot en met de Winterspelen van 2006. In 2005 werd ze zesde op het EK allround, maar aan de vooravond van het Olympisch seizoen 2005/2006 besluit ze opnieuw te stoppen, omdat ze niet met de druk van topsport om kon gaan.
Frédérique is de dochter van oud-motorcoureur en grand-prixrijder Marcel Ankoné.

## Persoonlijke records
| Afstand    | Tijd    | Datum            | Baan       |
| ---------- | ------- | ---------------- | ---------- |
| 500 meter  | 40,48   | 12 augustus 2005 | Calgary    |
| 1000 meter | 1.17,84 | 17 maart 2001    | Calgary    |
| 1500 meter | 1.58,33 | 20 november 2004 | Berlijn    |
| 3000 meter | 4.09,53 | 8 januari 2005   | Heerenveen |
| 5000 meter | 7.07,26 | 9 januari 2005   | Heerenveen |

## Resultaten
| jaar | NK Afstanden                | NK Allround       | EK Allround          | WK Afstanden     | WK Junioren |
| ---- | --------------------------- | ----------------- | -------------------- | ---------------- | ----------- |
| 2000 | 7e 3000m                    |                   |                      |                  | · (14e, , ) |
| 2001 | 9e 3000m 8e 5000m           |                   |                      |                  | · (8e, , )  |
| 2002 | 1500m · 3000m               |                   |                      |                  |             |
| 2005 | 1500m · 8e 3000m · 9e 5000m | 4e · (4e, , , 4e) | 6e (15e, 4e, 5e, 4e) | 6e achtervolging |             |

### Medaillespiegel
| Kampioenschap          | Goud · | Zilver · | Brons · |
| ---------------------- | ------ | -------- | ------- |
| NK Afstanden           | 0      | 0        | 3       |
| NK Allround afstanden  | 0      | 0        | 2       |
| WK Junioren Klassement | 2      | 0        | 0       |
| WK Junioren Afstanden  | 5      | 1        | 0       |